# Ein Partnerschaftliches Lernprogramm
EPL – Ein Partnerschaftliches Lernprogramm ist ein Kommunikationstraining für Paare und dient der Verbesserung von Kommunikation und gegenseitigem Verständnis in der Paarbeziehung. Das Programm ist am Institut für Forschung und Ausbildung in Kommunikationstherapie e. V. unter Förderung des Bayerischen Staatsministeriums für Arbeit und Sozialordnung, Familie und Frauen, dem Erzbistum München und Freising und der Deutschen Bischofskonferenz entstanden. Es hat mittlerweile im ganzen deutschsprachigen Raum und in einigen weiteren Staaten Verbreitung gefunden.
Ende 2014 gab es über 1800 zertifizierte Trainer. Das Anfang der 1990er entwickelte EPL geht auf das Premarital Relationship Enhancement Program (PREP) von Howard Markman zurück. Das in Kursen angebotene Programm soll vor allem die Kommunikationsfähigkeit innerhalb einer Partnerschaft fördern, bevor lang anhaltende Probleme entstehen.

## Entwicklung und Evaluation
Autoren des Programms sind Franz Thurmaier und Joachim Engl vom Münchener Institut für Forschung und Ausbildung in Kommunikationstherapie in Zusammenarbeit mit Kurt Hahlweg vom Psychologischen Institut der TU Braunschweig. Das EPL richtet sich vornehmlich an junge Paare und wird auch in der Ehevorbereitung eingesetzt. Für bereits länger andauernde Paarbeziehungen hat sich daraus das Programm Konstruktive Ehe und Kommunikation (KEK) derselben Autoren entwickelt.
Über EPL gibt es mehrere kontrollierte Langzeitstudien. Sowohl in einer 5-Jahres-Langzeitstudie als auch in einer 11-Jahres-Studie zeigte sich eine langfristige Verbesserung des Kommunikationsverhaltens sowie eine höhere Beziehungsqualität und -stabilität gegenüber den Kontrollgruppen. Im Gegensatz zum PREP untersuchten die deutschen Studien allerdings nicht die Auswirkungen, die das EPL auf Gewalt innerhalb der Partnerschaft haben könnte. Bei der 5-Jahres-Langzeitstudie an heiratswilligen Paaren unterschieden sich die Scheidungsraten von EPL-Paaren (4 %) und einer Kontrollgruppe (23 %) deutlich. In der 11-Jahres-Langzeitstudie mit einer unabhängigen Stichprobe von schon länger verheirateten und anfänglich unzufriedenen Paaren ergaben sich Scheidungsraten von 27,5 % für EPL-Paare und 52,6 % für Vergleichspaare ohne EPL. Die Anzahl glücklicher Paare war in der EPL-Gruppe mit 80 % sehr hoch.
In mehreren Katamnesen bis fünf Jahre nach dem Kurs zeigte sich bei den EPL-Paaren langfristig verbal wie auch nonverbal mehr positives und weniger negatives Gesprächsverhalten zwischen den Partnern. Gleichzeitig blieb die subjektive Zufriedenheit mit der Beziehung auf einem hohen Niveau anders als bei den Kontrollpaaren: Im Marital Adjustment Test, der die Zufriedenheit mit der eigenen Beziehung misst, zeigte sich nach drei Jahren bei den noch bestehenden EPL-Paaren kein signifikanter Unterschied als am Anfang – im Gegensatz zu einer deutlich messbaren Verschlechterung in der Kontrollgruppe.
Die Laudatio von Kurt Hahlweg zur Verleihung des Deutschen Psychologie-Preises lobt EPL als eine der wenigen Erfolge in Prävention von Beziehungsstörungen.

## Ablauf
In der Regel betreuen zwei Trainer vier Paare (oder 3 Trainer 6 Paare) im Laufe eines wöchentlichen Kurses oder eines Wochenendkurses. Die Paare sollen im Kurs sowohl kognitiv erfassen, wo Kommunikationsprobleme auftreten können, als auch praktisch ein positiveres Kommunikationsverhalten einüben. Die Rolle der Trainer ist vergleichsweise streng festgelegt. Sie sollen die Kommunikationswerkzeuge in Vortrag und Rollenspiel vorstellen. Während der Diskussionen sollen sie die Paare unterstützen, aber nur auf die formalen Aspekte des Gesprächs achten und nicht auf die inhaltlichen.
Das Programm folgt einem systematischen Aufbau. Die Gesprächsübungen beginnen mit einfachen und unproblematischen Themen und Rollenspiele, um die grundlegende Prinzipien zu verstehen und deren Wirkung zu erfahren. Haben die Paare die Techniken erlernt, probieren sie sie an einem bestehenden Partnerschaftsproblem aus. Die erste Hälfte des Kursprogramms (Einheiten 1–3) dient der Vermittlung und dem Erlernen der grundlegenden Kommunikationsfertigkeiten und deren Anwendung. Insbesondere, in der dritten Sitzung wird ein Problemlösungsschema eingeführt und auf ein eigenes Paarthema angewandt. In der zweiten Hälfte (Einheiten 4–6) wenden die Paare die erlernten Gesprächsfertigkeiten dann zu speziellen Themen an. In Einheit 4 geht es um Erwartungen in der Partnerschaft, in Einheit 5 um Erotik und Sexualität und in der letzten Einheit 6 um Wertvorstellungen, die in der Beziehung gelebt werden. Das auf EPL aufbauende Programm KEK für Paare in mehrjährigen Beziehungen enthält zusätzliche Techniken und Module um Veränderungen in der Partnerschaft zu begegnen und Ressourcen zu beleben. In den letzten Jahren sind verschiedene Varianten von KEK entstanden.
Beide Programme enthalten ausdrücklich keine therapeutischen Elemente, obwohl die einzelnen Anbieter selbst auch weitergehende beraterische und therapeutische Kompetenz besitzen können. Die Kurse sind daher nicht für Paare konzipiert, bei denen anhaltende schwerwiegende Probleme im Vordergrund stehen oder die eine Trennung beabsichtigen. Es sollen hingegen Gesprächstechniken und Problemlösefertigkeiten vermittelt werden, die schon früh dazu beitragen, Konflikte und Alltagsanforderungen effizient zu lösen. Für die breitenwirksame Prävention wurden auf der Basis von EPL und KEK interaktive DVDs im Auftrag des Bayerischen Sozialministeriums in der Reihe Gelungene Kommunikation – damit die Liebe bleibt erstellt. Für belastete Paare gibt es ein – ebenfalls auf EPL aufgebautes Programm – Kommunikationskompetenz KOMKOM, das im Rahmen von Eheberatung oder Paartherapie angeboten wird.

## Verbreitung
EPL und KEK bieten ein wirksames Präventionsangebot im Bereich der Familienbildung und der Paarberatung mit guter Breitenwirkung im deutschsprachigen Raum. Die Programme werden in fast allen Regionen Deutschlands und darüber hinaus in Österreich, Luxemburg und der Schweiz über kirchliche Träger angeboten. EPL ist ein Ehevorbereitungsprogramm, das hauptsächlich im Rahmen der Erwachsenenbildung von kirchlichen Bildungseinrichtungen angeboten wird. Insbesondere die katholische Kirche ermöglicht durch finanzielle Unterstützung (z. B. werden in München 50 % der Kosten bezuschusst) und durch Koordination der Kurse und Trainer die weite Verbreitung von EPL. Die intensive Zusatzausbildung zum Trainer der stark strukturierten Programme ist insgesamt 6-tägig und mit regelmäßiger Supervisionspflicht verknüpft. Das Programm ist urheberrechtlich geschützt.